# Dzair Index
Le Dzair Index, est l'indice boursier des valeurs capitalisées et négociées sur la Bourse d'Alger. 

## Composition
Au 2 mars 2023, le Dzair Index se composait des titres suivants :
| Symbole | Société             | Poids indiciel | Secteur        |
| ------- | ------------------- | -------------- | -------------- |
| ALL     | Alliance Assurances | 6.59 %         | Assurances     |
| BIO     | Biopharm            | 0.35 %         | Pharmaceutique |
| AUR     | EGS El Aurassi      | 0.35 %         | Hôtellerie     |
| SAI     | Saidal              | 0.40 %         | Pharmaceutique |